# Cséffa Natúrpark
A Cséffa Natúrpark (románul Parcul Natural Cefa) IUCN V-ös besorolású védett terület a romániai Bihar megyében, Cséffa község területén. Jelentős madárvédelmi terület, mely számos védett madárfajnak nyújt fészekrakó és táplálkozási helyet.

## Fekvése
Közvetlenül Magyarország határánál helyezkedik el, és egy határon átnyúló természetvédelmi övezetet alkot a Körös–Maros Nemzeti Parkkal együtt. A Natúrpark magába foglalja a Radványi-erdei költőtelep rezervátumot és további Natura 2000 területeket a Cséffai-tavak vonzáskörzetében.

## Története
Cséffa község területén az első halastavakat 1905 körül hozták létre, miután kiépült a Kollektor-csatorna, mely biztosítani tudta a folyamatos vízellátást. A tavak létrehozása 1940-42 között fejeződött be. 1986-89 között további 100 hektárnyi vízfelületet szabadítottak fel a nádtól és sástól, és halakkal telepítették be. Az évtizedek során a halastó vízrendszer környékén egyre több madárkolónia, köztük több védett madárfaj talált magának itt életteret. 2006-ban 5 002 hektárnyi területet nyilvánítottak természetvédelmi övezetté.

## Élővilága
A Natúrpark területén számos madárfaj figyelhető meg: erdei szürkebegy, barkós cinke, cigányréce, nagy lilik, réti sas, erdei fülesbagoly, réti fülesbagoly, gatyás ölyv, kuvik, fogoly, kékes rétihéja, kis sólyom. 
A Radványi-erdő gémtelepnek nyújt otthont.

## Rendezvények
2011 októberében a Cséffai halastavaknál rendezte meg a II. Romániai Madarászfutamot a „Milvus Csoport” Madártani és Természetvédelmi Egyesület.

## Galéria

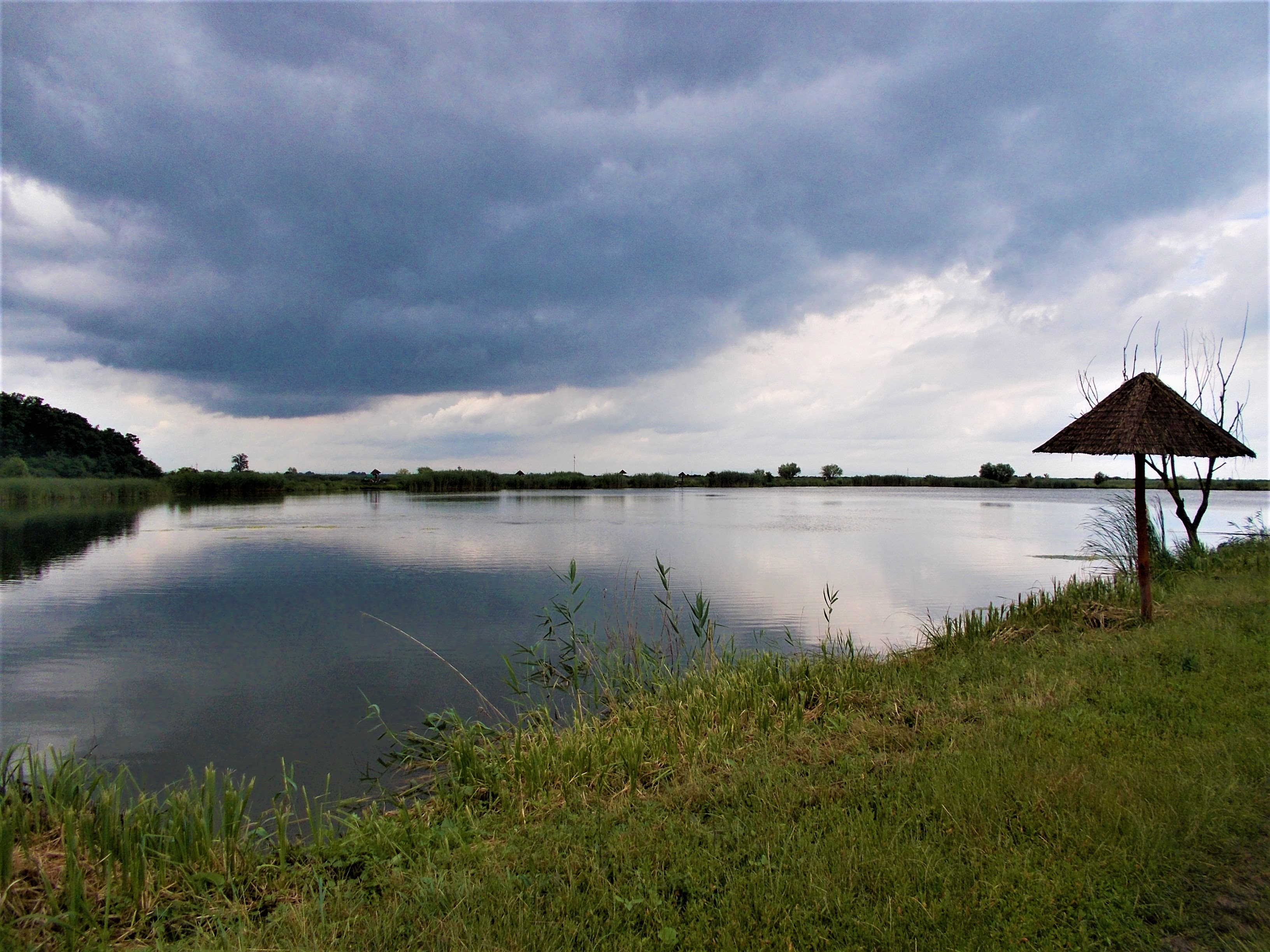
A Cséffai-tó
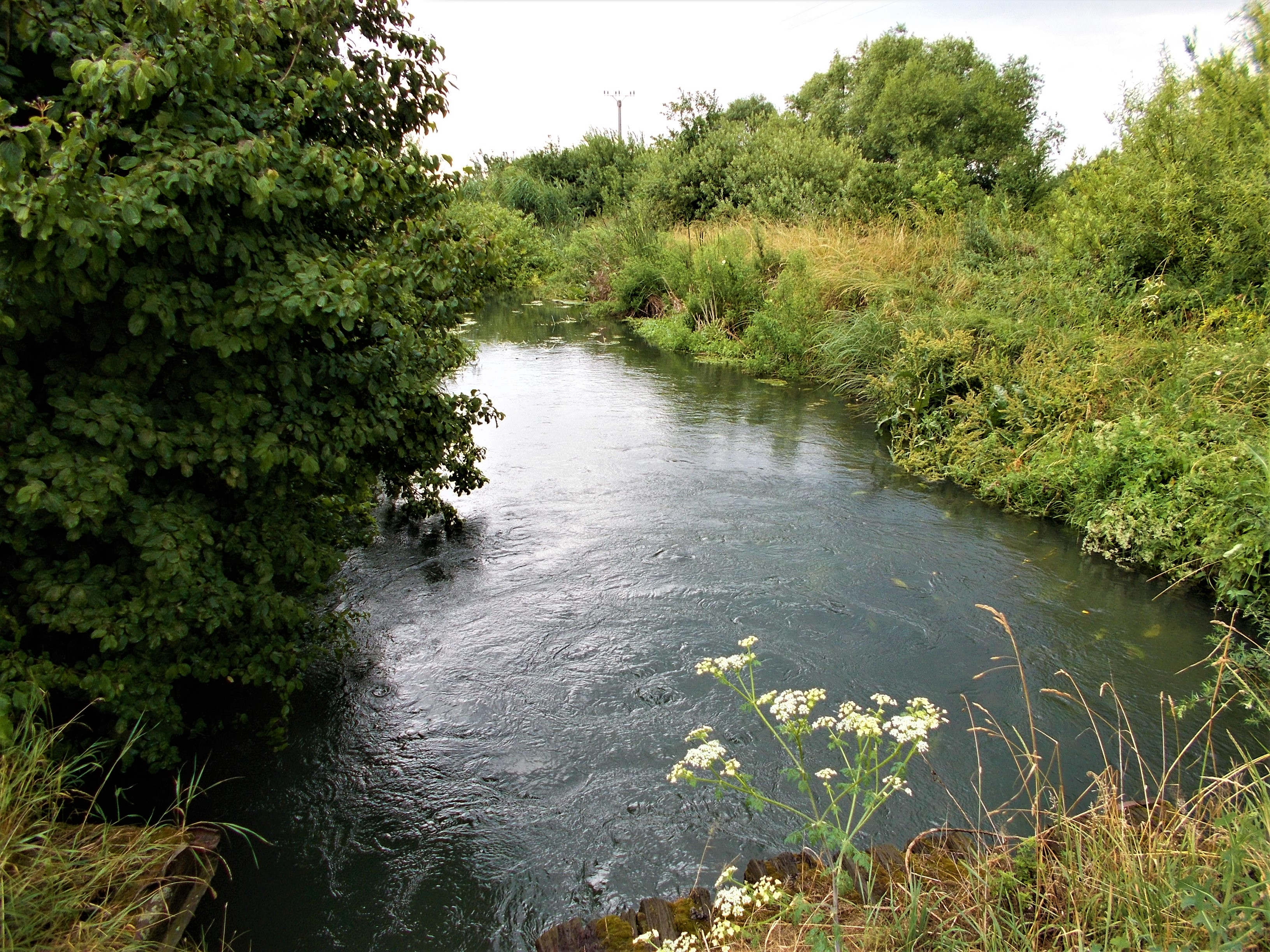
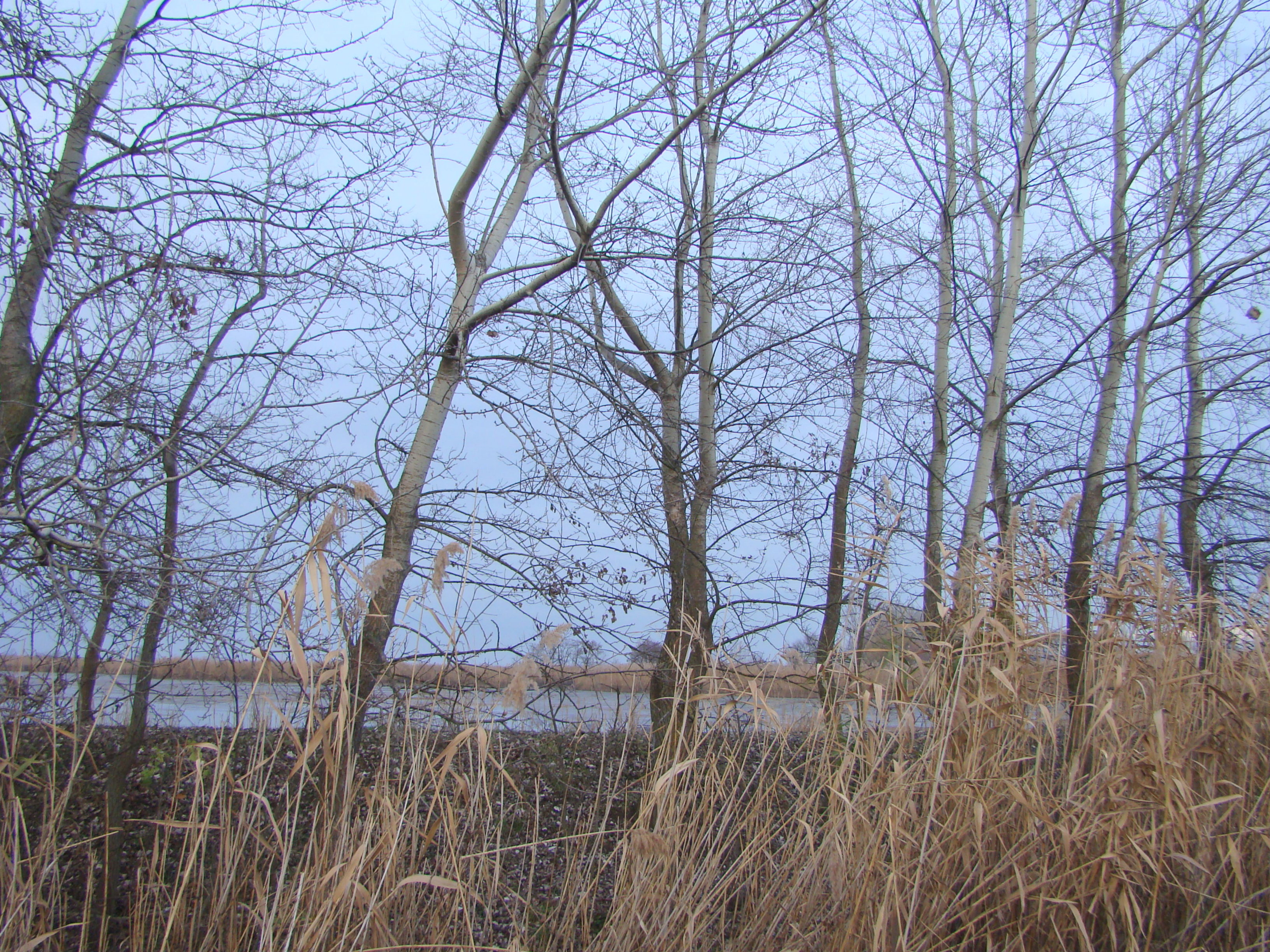
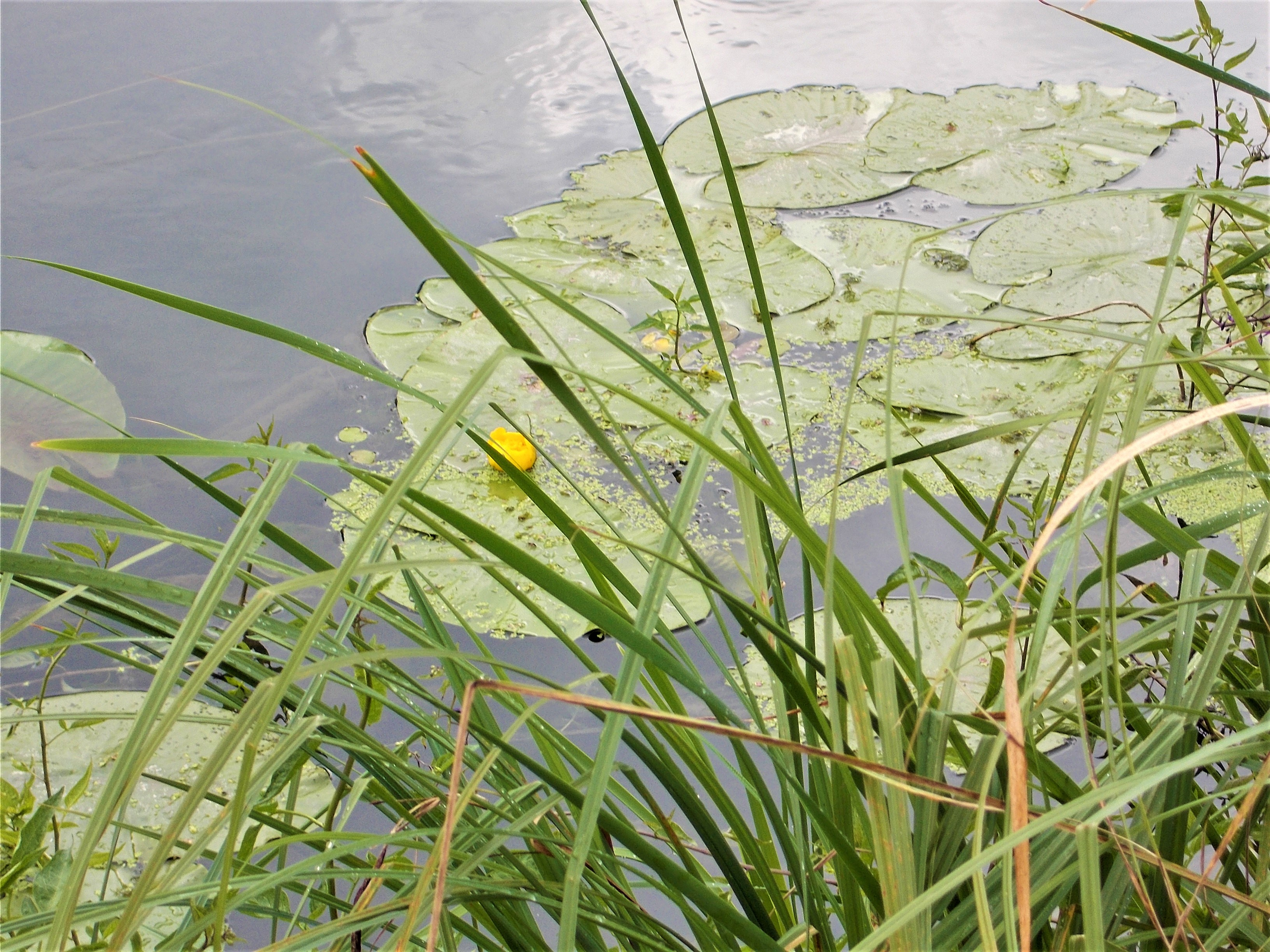
Sárga tavirózsa a parkban